# Campanha da Linha Siegfried
A Campanha da Linha Siegfried foi uma fase da Campanha da Europa Ocidental na Segunda Guerra Mundial, que envolveu ações perto da Linha Siegfried, uma linha defensiva alemã.
Esta fase abrangeu desde o fim da Batalha da Normandia, ou Operação Overlord, e a perseguição pelo norte da França, que terminou em 15 de setembro de 1944, e concluiu com a abertura da contraofensiva alemã nas Ardenas, mais conhecida como Batalha das Ardenas.

## Antecedentes

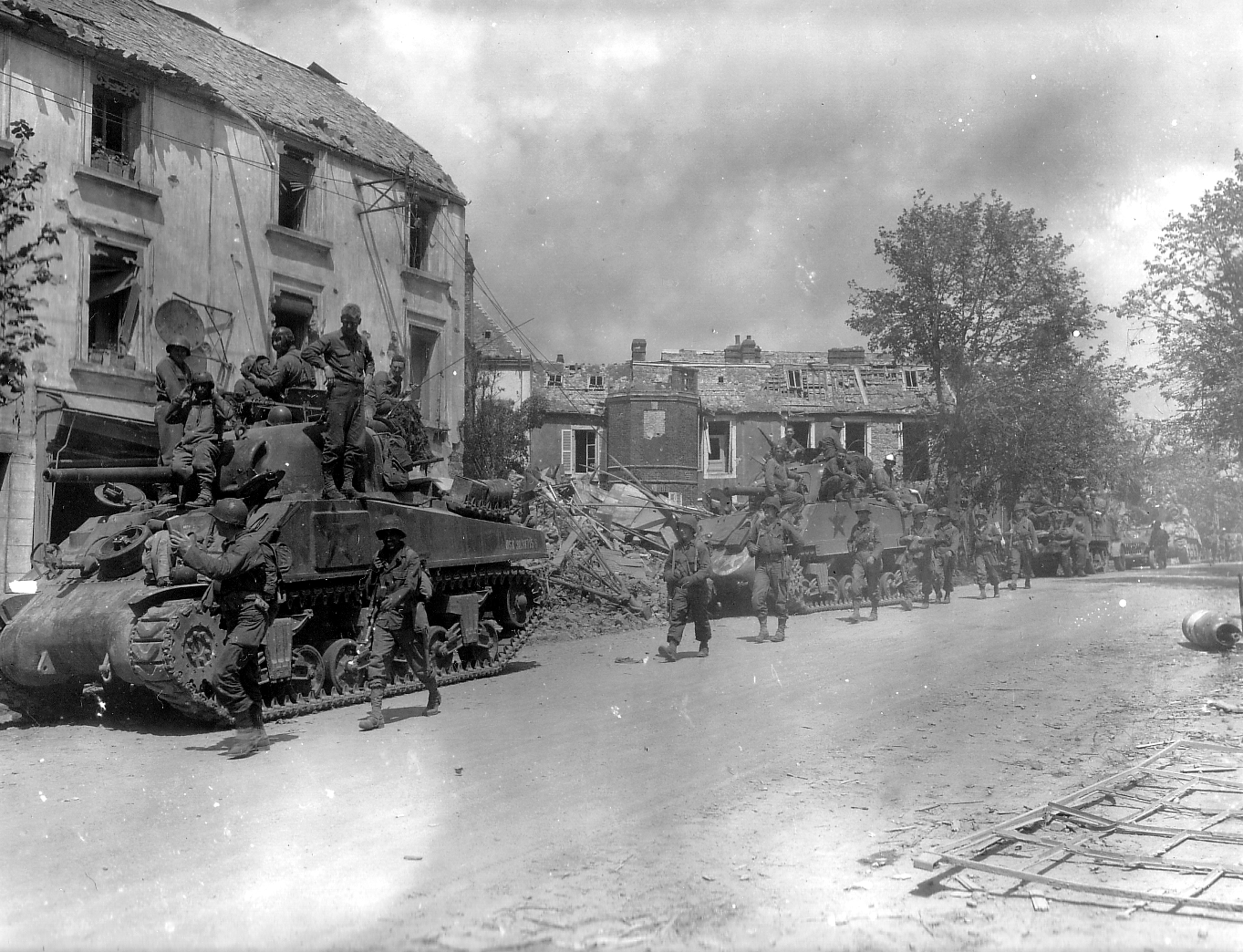
Tanques M4 e M4A3 Sherman e soldados de infantaria da 4ª Divisão Blindada dos EUA avançando por Coutances.

Em meados de setembro de 1944, os três grupos de exércitos aliados ocidentais; o 21º Grupo de Exércitos Anglo-Canadense (Marechal de Campo Sir Bernard Montgomery) no norte, o 12º Grupo de Exércitos dos Estados Unidos (Tenente-General Omar Bradley) no centro e o 6º Grupo de Exércitos Franco-Americano (Tenente-General Jacob L. Devers) no sul, formaram uma ampla frente sob o Comandante Supremo Aliado, General Dwight D. Eisenhower e seu quartel-general SHAEF (Quartel-General Supremo da Força Expedicionária Aliada). 
Enquanto Montgomery e Bradley eram a favor de investidas relativamente diretas na Alemanha (com Montgomery e Bradley se oferecendo para liderar tal ataque), o General Eisenhower discordava. Em vez disso, ele escolheu uma estratégia de "frente ampla", que permitiu aos Aliados ganhar terreno dos alemães derrotados em todos os setores e permitiu que as forças aliadas em avanço apoiassem umas às outras. 
O rápido avanço pela França causou considerável tensão logística, agravada pela falta de qualquer porto importante além do relativamente distante Cherbourg, no oeste da França. Embora Antuérpia fosse vista como a chave para resolver os problemas logísticos dos Aliados, seu porto não foi aberto à navegação aliada até que o estuário do Escalda estivesse livre das forças alemãs. À medida que a campanha avançava, todos os beligerantes, tanto aliados quanto alemães, sentiram os efeitos da falta de substitutos adequados para as tropas da linha de frente. 
Havia dois grandes obstáculos defensivos para os Aliados. A primeira foram as barreiras naturais criadas pelos rios do leste da França. A segunda foi a Linha Siegfried, que ficou sob o comando, junto com todas as forças da Wehrmacht no oeste, do Generalfeldmarschall Gerd von Rundstedt. 

### Logística e fornecimento
Embora a fuga da Normandia tenha demorado mais do que o planejado, os avanços até setembro superaram em muito as expectativas. Bradley, por exemplo, em setembro tinha mais quatro divisões do que o planejado e todas as suas forças estavam 150 milhas (240 km) à frente de sua posição esperada. Um efeito foi que suprimentos insuficientes não puderam ser entregues às diversas frentes para manter o avanço: a demanda excedeu as necessidades esperadas. 

Mulberry 'A', na Praia de Omaha, foi essencial nos primeiros dias para o abastecimento dos Aliados.

Muito material de guerra ainda precisava ser trazido para terra através das praias da invasão e através do único porto restante de Mulberry (o outro havia sido destruído em uma tempestade no Canal da Mancha). Embora pequenos portos, como Isigny, Port-en-Bessin e Courcelles, estivessem sendo usados, os principais portos avançados, como Calais, Bolonha, Dunquerque e Le Havre, permaneceram nas mãos dos alemães como "fortalezas" ou foram sistematicamente destruídos. A disponibilidade de Cherbourg foi valiosa até a fuga, mas então a escassez de transporte para levar suprimentos aos exércitos que avançavam rapidamente se tornou o fator limitante. 
Embora o combustível tenha sido bombeado com sucesso da Grã-Bretanha para a Normandia através do oleoduto de Plutão, este ainda tinha de chegar às frentes, que avançavam mais depressa do que os oleodutos podiam ser estendidos.  As ferrovias foram amplamente destruídas pelos ataques dos Aliados e exigiriam muito esforço para repará-las, então frotas de caminhões eram necessárias nesse ínterim.  Numa tentativa de resolver esta grave escassez de transportes, três divisões de infantaria dos EUA recentemente chegadas — a 26.ª, a 95.ª e a 104.ª — foram despojadas dos seus camiões para poderem transportar mantimentos.  As divisões do 12º Grupo de Exército dos EUA que avançavam deixaram toda a sua artilharia pesada e metade da sua artilharia média a oeste do Sena, libertando os seus camiões para transportarem mantimentos para outras unidades.  Quatro empresas britânicas de caminhões foram emprestadas aos americanos.  Outros 1.500 camiões britânicos foram considerados com falhas críticas no motor e estavam inutilizáveis, limitando a assistência desse sector.  O Red Ball Express foi uma tentativa de agilizar as entregas por caminhão, mas a capacidade era inadequada para as circunstâncias. 
O 6º Grupo de Exércitos que avançava do sul da França foi adequadamente abastecido por Toulon e Marselha porque havia capturado portos intactos e o sistema ferroviário local estava menos danificado. Essa fonte supria cerca de 25% das necessidades dos Aliados. 
Naquela época, as principais linhas de suprimentos aliadas ainda retornavam à Normandia, apresentando sérios problemas logísticos. A solução foi abrir o porto de Antuérpia. Este importante porto foi capturado com 90% de sua área intacta em 4 de setembro, mas a ocupação de Antuérpia não foi suficiente, pois o 21º Grupo de Exércitos não conseguiu obter acesso ao mar ao limpar o estuário do Escalda. Portanto, o porto não pôde ser usado até 29 de novembro, após uma longa campanha do Primeiro Exército Canadense; inicialmente, o estuário foi fracamente defendido, mas o 15º Exército alemão foi autorizado a cavar ali. 
O atraso na proteção desta área foi atribuído ao General Eisenhower, já que o comandante do 21º Grupo de Exércitos, o Marechal de Campo Montgomery, favoreceu a Operação Market-Garden e a abertura dos portos do Canal Francês em vez de limpar as aproximações ao porto de Antuérpia na Batalha do Escalda. No entanto, mesmo que o estuário do Escalda tivesse sido imediatamente protegido no início de Setembro, o porto de Antuérpia não resolveria a crise de abastecimento nesse mês, pois as abordagens tinham sido minadas pelos alemães dois meses antes e, quando finalmente foram tomadas, demorou um mês a limpá-las. 

### Tropas
Os exércitos alemães perderam um grande número de tropas na Normandia e na perseguição subsequente. Para neutralizar isso, cerca de 20.000 soldados da Luftwaffe foram realocados para o Exército Alemão, tropas inválidas foram recrutadas para a linha de frente e unidades da Volkssturm foram formadas usando civis pouco treinados.
Os recursos humanos britânicos eram limitados após cinco anos de guerra e devido a compromissos mundiais. As substituições não eram mais suficientes para cobrir as perdas e algumas formações foram dissolvidas para manter a força de outras. Os canadenses também tinham falta de mão de obra, devido à relutância em exigir recrutas para servir fora do Canadá ou em águas canadenses. Isso surgiu durante a Crise do Alistamento Militar de 1917, durante a Primeira Guerra Mundial; para evitar problemas semelhantes na Segunda Guerra Mundial, a Lei de Mobilização de Recursos Nacionais de 1940 proibiu o envio de recrutas para o exterior. No entanto, esta disposição da Lei foi posteriormente removida, levando à Crise do Recrutamento de 1944.  [b]
As perdas americanas agora exigiam substituições diretamente dos Estados Unidos. Eles geralmente eram inexperientes e não estavam acostumados às duras condições da última parte da campanha. Também houve reclamações sobre a má qualidade das tropas enviadas para a infantaria por partes menos estressadas do Exército dos EUA. Em determinado momento, após a Batalha das Ardenas ter evidenciado a escassez de soldados de infantaria, o Exército relaxou o seu embargo à utilização de soldados negros em formações de combate.  Os voluntários negros tiveram um bom desempenho durante toda a fase  e provocaram uma mudança permanente na política militar.

## Campanha

### Grupo de Exércitos do Norte (21º Grupo de Exércitos)

#### Portos do Canal

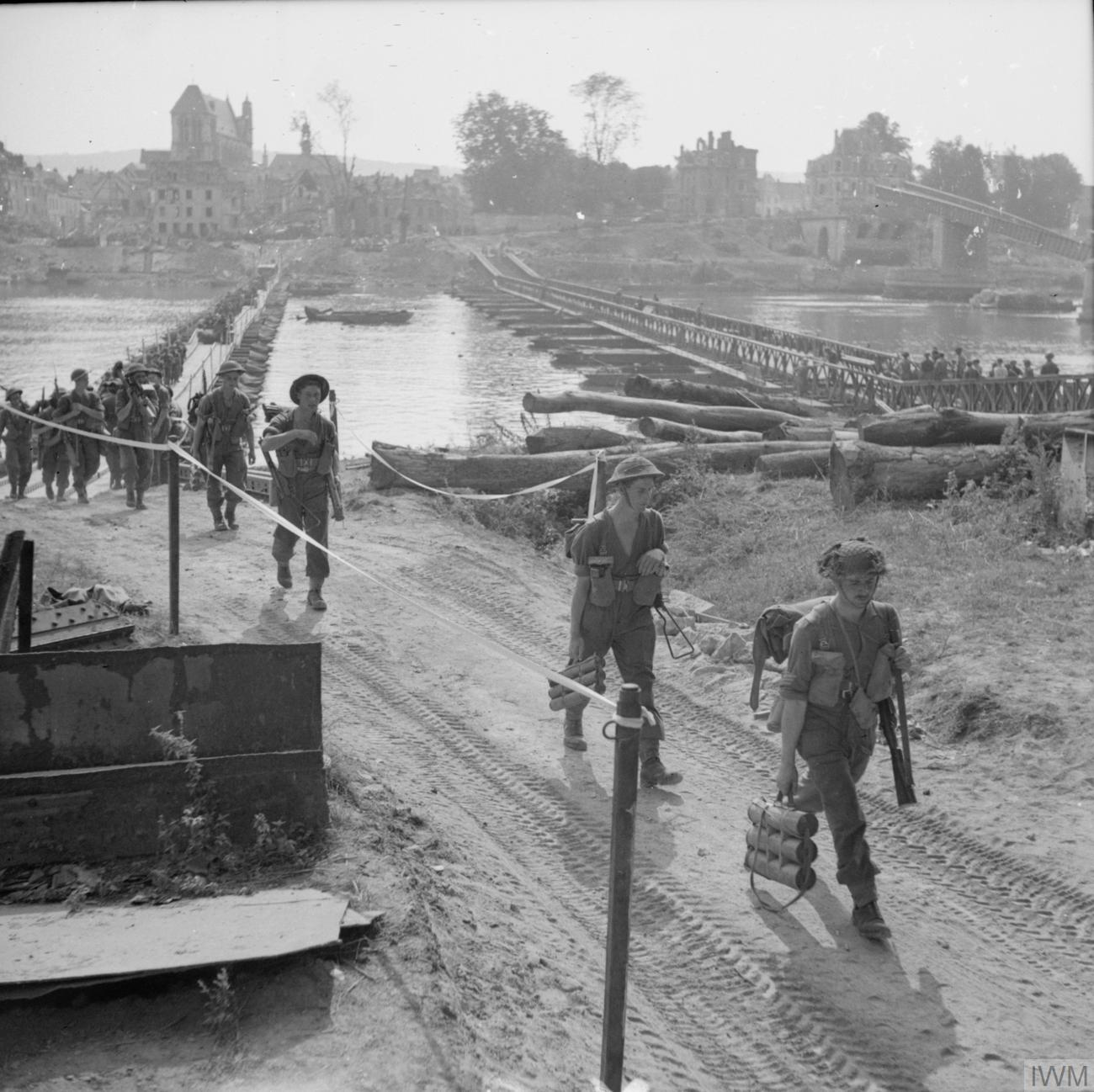
Infantaria britânica do 1º Batalhão, Regimento de Hampshire cruzando o Sena em Vernon, 28 de agosto de 1944.

Os portos do Canal eram urgentemente necessários para manter os exércitos Aliados. Quando Bruxelas foi libertada, tornou-se difícil abastecer adequadamente o 21º Grupo de Exércitos. De fato, um corpo — o VIII Corpo — foi retirado do serviço ativo para liberar seu transporte para uso geral. O Primeiro Exército Canadense foi encarregado de libertar os portos durante seu avanço ao longo da costa francesa.  Os portos envolvidos foram Le Havre, Dieppe, Boulogne, Calais e Dunquerque, na França, bem como Ostende, na Bélgica. Adolf Hitler havia apreciado seu valor estratégico. Ele emitiu uma Ordem do Führer declarando-as como "fortalezas" que deveriam receber material adequado para um cerco e ser mantidas até o último homem.
Dieppe foi evacuada pelos alemães antes que a ordem de Hitler fosse recebida e, consequentemente, os canadenses a tomaram sem problemas e com as instalações portuárias praticamente intactas. Ostende foi omitida da Ordem do Führer e também estava indefesa, embora demolições tenham atrasado seu uso. Os outros portos, no entanto, foram defendidos em graus variados e exigiram um trabalho substancial para serem colocados em uso, exceto Dunquerque, que foi isolado na retaguarda do avanço aliado.

#### Market Garden
A primeira operação da campanha da Renânia, Market Garden, foi comandada por Montgomery e tinha como objetivo garantir uma cabeça de ponte sobre o Reno no norte, em Arnhem, que flanquearia a Linha Siegfried. 
A Market Garden tinha duas partes distintas. Market seria a maior operação aérea da história, lançando três divisões e meia de paraquedistas americanos, britânicos e poloneses para capturar pontes importantes e impedir sua demolição pelos alemães. Garden foi um ataque terrestre do Segundo Exército Britânico através das pontes. Supunha-se que as forças alemãs ainda estariam se recuperando da campanha anterior e que a oposição não seria muito forte em nenhuma das operações. 
Se bem-sucedidos, os Aliados teriam uma rota direta para a Alemanha que contornaria as principais defesas alemãs e também tomariam território de onde os alemães lançariam V-1s e V-2s contra Londres, Antuérpia e outros lugares. 
O general Eisenhower aprovou a Market Garden. Em 10 de setembro, ele deu prioridade de suprimentos ao 21º Grupo de Exércitos e decidiu desviar o Primeiro Exército dos EUA para o norte das Ardenas para realizar ataques limitados para atrair os defensores alemães para o sul, longe dos locais-alvo. 

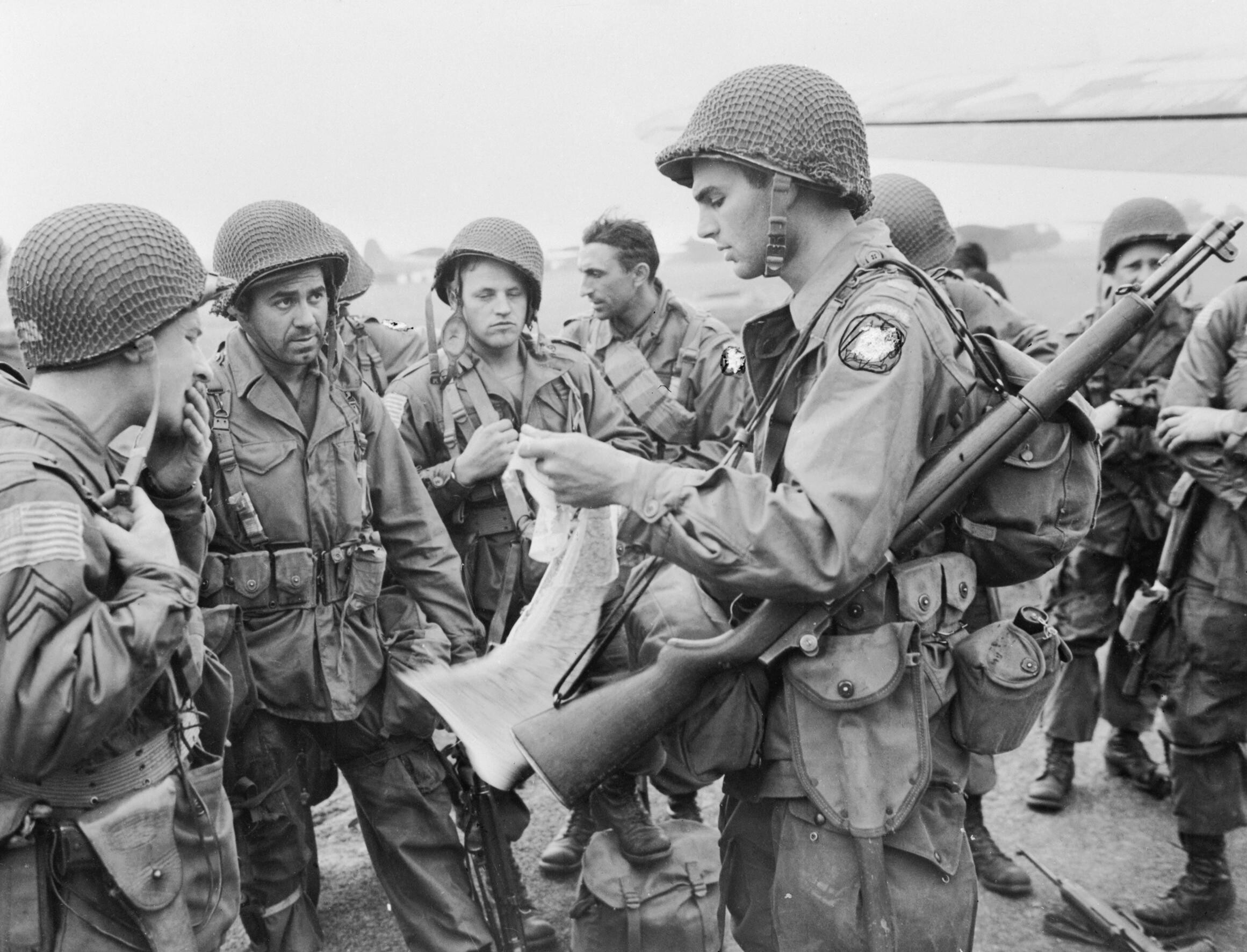
Paraquedistas americanos recebem um briefing final de seu comandante antes de embarcar, 17 de setembro de 1944

A operação foi lançada em 17 de setembro. No começo, correu bem. As 101ª e 82ª Divisões Aerotransportadas dos EUA atingiram seus objetivos em Eindhoven, Veghel e Nijmegen. Entretanto, a 82ª não conseguiu capturar seus principais objetivos, as pontes de Nijmegen, e, em vez disso, seu comandante se concentrou nas Colinas de Groesbeek. Embora seus desembarques fora de Arnhem tenham sido certeiros, as zonas de desembarque da 1ª Divisão Aerotransportada Britânica estavam a alguma distância da ponte de Arnhem e apenas no lado norte do rio. Problemas surgiram quando a 1ª Divisão Aerotransportada Britânica perdeu equipamentos vitais — jipes e armas antitanque pesadas — quando planadores caíram. Também houve uma grave subestimação da força alemã na área. Para piorar a situação, o mau tempo impediu reforços aéreos e reduziu drasticamente o reabastecimento. A resistência alemã às forças que avançavam para Arnhem foi altamente eficaz, e uma cópia do plano de batalha dos Aliados foi capturada. 
No final, o Market Garden não teve sucesso. A ponte de Arnhem não foi defendida e os paraquedistas britânicos sofreram enormes baixas — aproximadamente 77% até 25 de setembro. O fracasso da 82ª em capturar as pontes de Nijmegen em um golpe de mão significou que as forças terrestres britânicas destinadas a substituir a 1ª Divisão Aerotransportada em Arnhem foram atrasadas por 36 horas, já que a Divisão Blindada da Guarda, apesar de chegar a Nijmegen antes do previsto, foi forçada a concentrar suas forças para capturar as pontes, em vez de simplesmente atravessá-las, como havia sido planejado.  Os aliados conseguiram manter o saliente no início de outubro, repelindo uma contraofensiva alemã. 

#### Batalha do Escalda
A situação logística estava se tornando crítica, então a abertura do Porto de Antuérpia agora era uma alta prioridade. Em 12 de setembro de 1944, o Primeiro Exército Canadense recebeu a tarefa de limpar o Escalda das forças alemãs. O 1º Exército era composto pelo II Corpo Canadense, que incluía a 1ª Divisão Blindada Polonesa, as 49ª e 52ª Divisões Britânicas e o I Corpo Britânico. 
A tarefa envolveu quatro operações principais: a primeira era limpar a área ao norte de Antuérpia e garantir o acesso a Zuid-Beveland. A segunda era limpar o bolsão de Breskens ao norte do Canal Leopoldo (Operação Switchback). A terceira — Operação Vitalidade — foi a captura de South Beveland. A fase final foi a captura da Ilha Walcheren, que havia sido fortificada e se tornou um poderoso reduto alemão. 
Em 21 de setembro de 1944, o avanço começou. A 4ª Divisão Blindada Canadense, movendo-se para o norte em direção à costa sul do Escalda, ao redor da cidade holandesa de Breskens, foi a primeira tropa aliada a enfrentar o formidável obstáculo da linha dupla dos canais Leopold e Dérivation de la Lys. Os canais foram cruzados e uma cabeça de ponte foi estabelecida, mas ferozes contra-ataques dos alemães os forçaram a recuar, com muitas baixas. A 1ª Divisão Blindada Polonesa obteve maior sucesso, movendo-se para nordeste em direção à costa, ocupando Terneuzen e limpando a margem sul do Escalda em direção ao leste, até Antuérpia. No entanto, já estava claro que quaisquer avanços futuros teriam um custo tremendo. 

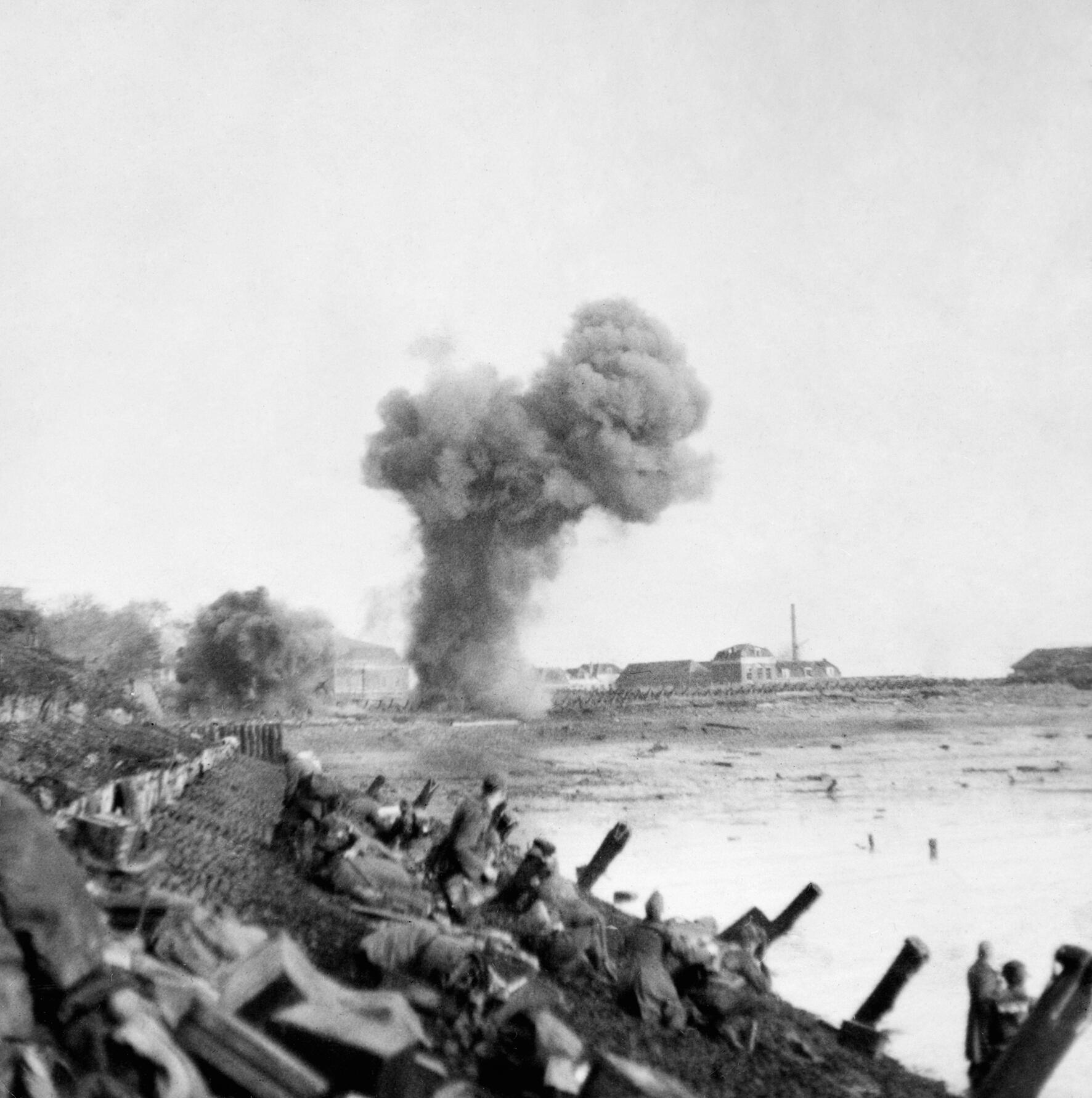
Tropas de assalto britânicas avançando perto de Flushing com bombas explodindo à frente durante a operação Scheldt.

A 2ª Divisão de Infantaria Canadense iniciou seu avanço para o norte a partir de Antuérpia em 2 de outubro. Houve muitas baixas, incluindo a destruição quase total do Batalhão Black Watch da 5ª Brigada de Infantaria Canadense em 13 de outubro. Entretanto, em 16 de outubro, Woensdrecht foi tomada, após um imenso bombardeio de artilharia que forçou os alemães a recuar. Isso cortou South Beveland e Walcheren do continente e atingiu o objetivo da primeira operação. 
Montgomery emitiu uma diretiva que fez da abertura do estuário do Escalda a principal prioridade. A leste, o Segundo Exército Britânico atacou para oeste para limpar os Países Baixos ao sul do Meuse (Maas). Isso ajudou a proteger a região de Escalda de contra-ataques. 
Na Operação Switchback, a 3ª Divisão de Infantaria Canadense montou um ataque duplo, com a 7ª Brigada de Infantaria Canadense cruzando o Canal Leopold e a 9ª Brigada de Infantaria Canadense lançando um ataque anfíbio do lado costeiro do bolsão. Apesar da forte resistência dos alemães, a 10ª Brigada de Infantaria Canadense cruzou o Canal Leopold e a 8ª Brigada de Infantaria Canadense avançou para o sul, abrindo uma rota de suprimentos para o bolsão. 
A Operação Vitalidade — a terceira grande fase da Batalha do Escalda — começou em 24 de outubro. A 2ª Divisão de Infantaria Canadense começou seu avanço em direção a South Beveland, mas foi retardada por minas, lama e fortes defesas inimigas. A 52ª Divisão Britânica fez um ataque anfíbio para chegar atrás das posições defensivas dos alemães no Canal Beveland. Assim, essa formidável defesa foi flanqueada, e a 6ª Brigada de Infantaria Canadense iniciou um ataque frontal em barcos de assalto. Os engenheiros conseguiram construir uma ponte sobre o canal na estrada principal. Com o fim da linha do canal, a defesa alemã desmoronou e Beveland foi libertada. A terceira fase da Batalha do Escalda estava agora completa. 
A fase final, a Operação Infatuate, foi o ataque à ilha fortemente fortificada de Walcheren, na foz do Escalda Ocidental. Os diques da ilha foram rompidos por ataques do Comando de Bombardeiros da RAF nos dias 3, 7 e 11 de outubro. Isso inundou a parte central da ilha, forçando os defensores alemães a se deslocarem para terrenos mais altos e permitindo o uso de veículos anfíbios. Unidades da 2ª Divisão de Infantaria Canadense atacaram a ponte em 31 de outubro e, após uma luta árdua, estabeleceram uma posição precária. Eles foram substituídos por um batalhão da 52ª Divisão Britânica. Em conjunto com os ataques aquáticos, o 52º continuou o avanço. 

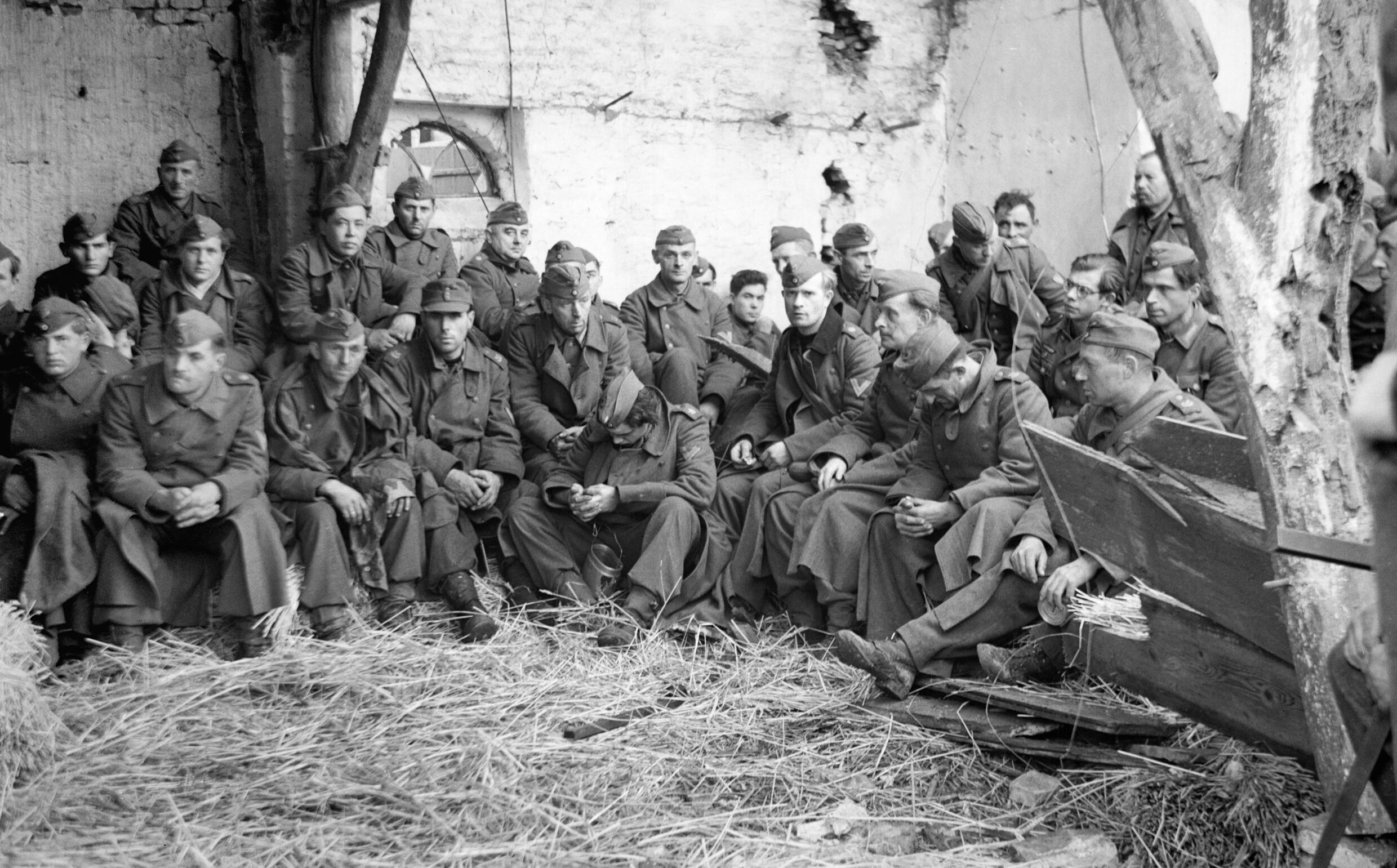
Prisioneiros alemães em Walcheren – cerca de 40.000 foram capturados após o término da Operação Infatuate

Os desembarques anfíbios começaram em 1º de novembro, com unidades da 155ª Brigada de Infantaria Britânica desembarcando em uma praia na área sudeste de Vlissingen. Durante os dias seguintes, eles se envolveram em intensos combates de rua contra os defensores alemães. Também em 1º de novembro, após um pesado bombardeio naval pela Marinha Real Britânica, tropas da 4ª Brigada de Comando (com unidades do 10º Comando Interaliado, consistindo principalmente de tropas belgas e norueguesas), apoiadas por veículos blindados especializados da 79ª Divisão Blindada Britânica, desembarcaram em ambos os lados da abertura no dique marítimo. Houve uma luta intensa. Uma força menor moveu-se para sudeste, em direção a Vlissingen, enquanto a força principal foi para nordeste para limpar a metade norte de Walcheren e se unir aos canadenses que haviam estabelecido uma cabeça de ponte na parte leste da ilha. As tropas alemãs que defendiam a área ofereceram novamente uma resistência feroz, e os combates continuaram até 7 de novembro. No entanto, a ação terminou em 8 de novembro, depois que uma força de veículos anfíbios entrou em Middelburg, capital de Walcheren. 
Enquanto isso, a Operação Faisão foi lançada em 20 de outubro, com o objetivo de ser uma grande operação para expulsar as tropas alemãs da Província de Brabante do Norte, em conjunto com a Batalha do Escalda. A ofensiva, após alguma resistência, libertou a maior parte da região; as cidades de Tilburg, 's-Hertogenbosch, Willemstad e Roosendaal foram libertadas pelas forças britânicas. Bergen Op Zoom foi tomada pelos canadenses e a 1ª Divisão Blindada polonesa liderada pelo General Maczek libertou a cidade de Breda. Como resultado, as posições alemãs que defendiam a região ao longo de seus canais e rios foram rompidas. A operação também foi um sucesso porque as baixas civis foram relativamente poucas. 
Enquanto isso, a 4ª Divisão Blindada Canadense avançou para o leste, passando por Bergen-op-Zoom até Sint Philipsland, onde afundou vários navios alemães no porto de Zijpe. Com as aproximações a Antuérpia livres, a quarta fase da Batalha do Escalda foi concluída; em 28 de novembro, o primeiro comboio entrou no porto. 

### Grupo Central de Exércitos (12º Grupo de Exércitos)

#### Norte da França e Bélgica
O Primeiro Exército dos EUA avançou rapidamente pelo norte da França e pela Bélgica durante o final de agosto e início de setembro, com seu principal objetivo de chegar ao Reno antes que os alemães pudessem estabelecer posições defensivas ali. Durante a Batalha do Bolsão de Mons, os Aliados cercaram aproximadamente 70.000 alemães perto de Mons, na Bélgica, e fizeram cerca de 25.000 prisioneiros. 

#### Aachen

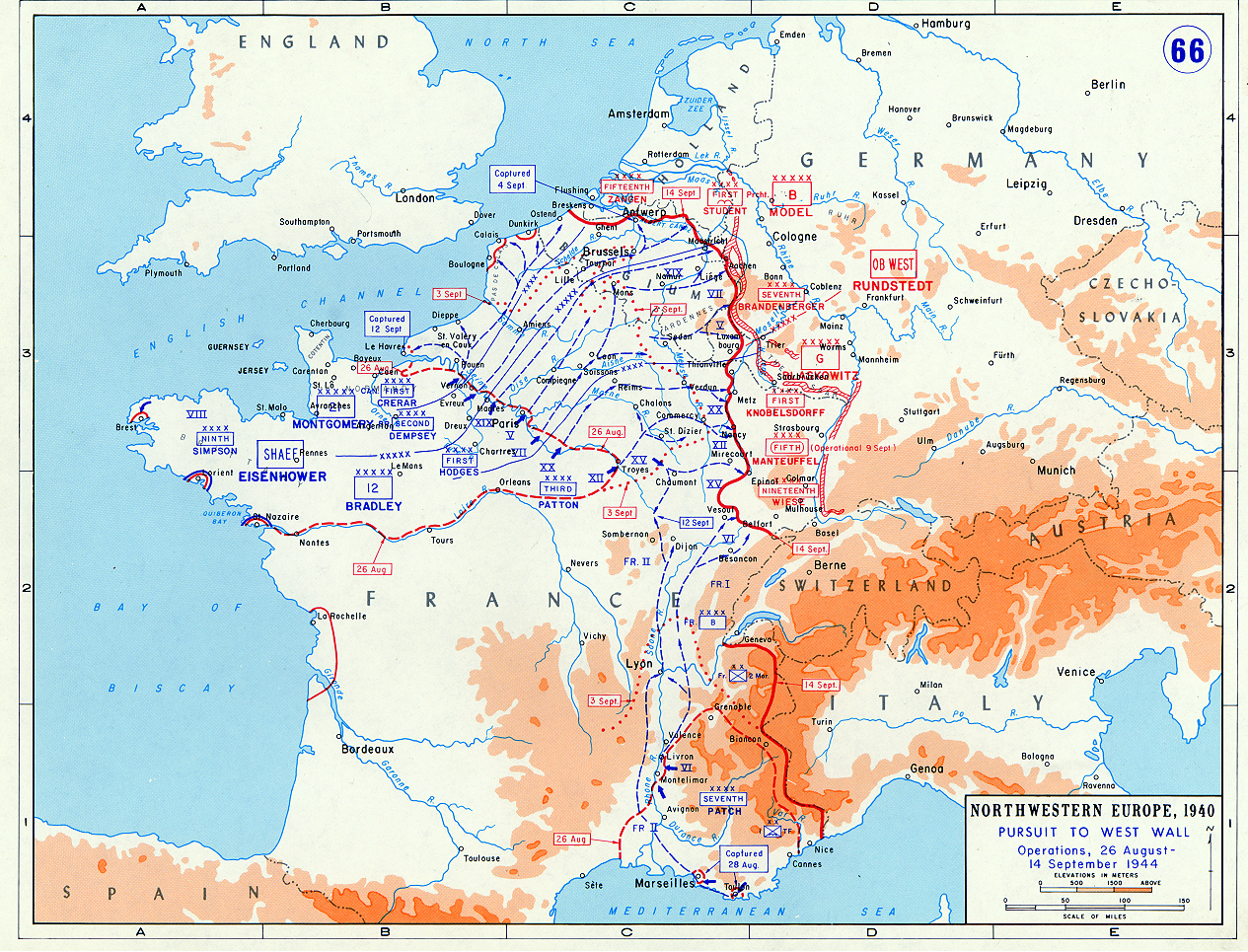
O avanço das forças aliadas entre 26 de agosto e 14 de setembro de 1944

O Primeiro Exército dos EUA estava focado em capturar a cidade de Aachen, o que precisava ser resolvido antes de avançar para atacar a própria Linha Siegfried. Inicialmente, a cidade de Aachen deveria ser contornada e isolada numa tentativa dos Aliados de imitar as táticas de Blitzkrieg que os alemães haviam usado com tanta eficácia (veja abaixo). No entanto, a cidade foi a primeira a ser atacada em solo alemão e, portanto, teve enorme significado histórico e cultural para o povo alemão. Hitler ordenou pessoalmente que a guarnição fosse reforçada e a cidade mantida. Isso forçou os comandantes aliados a repensar sua estratégia. 
Alguns historiadores, incluindo Stephen E. Ambrose, sugeriram que o cerco de Aachen foi um erro. A batalha paralisou o avanço dos Aliados para o leste e causou aproximadamente 5.000 baixas aliadas. A luta foi, segundo todos os relatos, um combate urbano brutal, de rua em rua, de casa em casa, e consumiu os recursos disponíveis dos exércitos Aliados que avançavam. Ambrose sugeriu que uma estratégia mais eficaz teria sido isolar a guarnição em Aachen e continuar a movimentação para o leste, em direção ao coração da Alemanha. Em teoria, isso teria eliminado a capacidade da guarnição alemã de operar como força de combate ao cortar suas linhas de suprimento. Isso pode tê-los forçado a se render ou a sair da cidade na tentativa de restabelecer suas linhas de suprimento. No caso deste último, um confronto em um ambiente mais neutro provavelmente teria resultado em menos baixas militares e civis. 

#### Lorena
No final de agosto, o Terceiro Exército dos EUA começou a ficar sem combustível. Essa situação foi causada pelo rápido avanço dos Aliados pela França e agravada pela mudança de prioridade logística para as forças do norte para proteger Antuérpia. Em 1º de setembro de 1944, com o resto do combustível, o Terceiro Exército conseguiu um último ataque para capturar pontes importantes sobre o Rio Meuse em Verdun e Commercy. Cinco dias depois, no entanto, a situação crítica de abastecimento efetivamente fez com que o Terceiro Exército parasse, permitindo que forças alemãs anteriormente derrotadas se reagrupassem e reforçassem seus redutos na área. 
Logo depois, o Terceiro Exército atacou Metz, parte da Linha Maginot e uma das cidades mais fortemente fortificadas da Europa Ocidental. A cidade não podia ser contornada, pois vários de seus fortes tinham armas apontadas para os pontos de travessia do Mosela e para as principais estradas da área. Também poderia ser usado como uma fortaleza para organizar um contra-ataque alemão à retaguarda do Terceiro Exército. Na Batalha de Metz, o Terceiro Exército, embora vitorioso, sofreu pesadas baixas. 
Depois de Metz, o Terceiro Exército continuou para o leste até o Rio Saar e logo começou seu ataque à Linha Siegfried. 

#### Floresta de Hürtgen

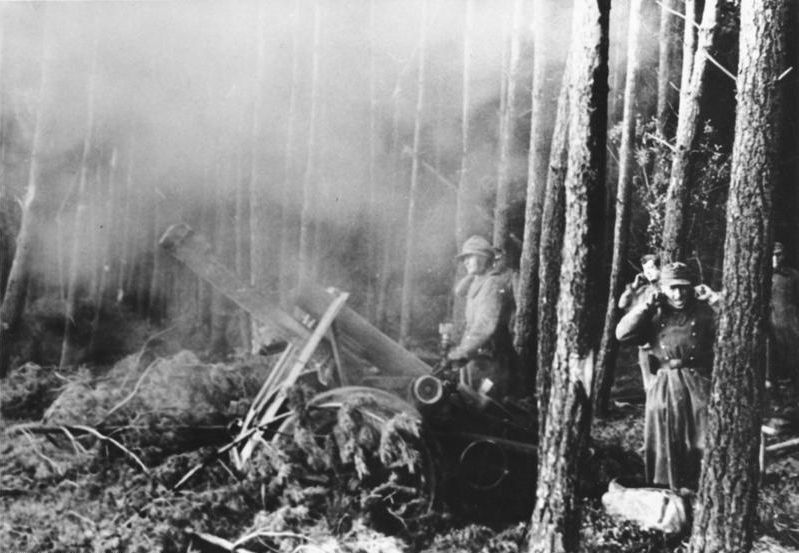
Tropas alemãs defendendo o Hürtgen em novembro de 1944.

A Floresta de Hürtgen era vista como um possível local para incursões no flanco americano, e as represas do rio na área eram uma ameaça ao avanço dos Aliados rio abaixo, então os Aliados lançaram um ataque para limpar a área da resistência alemã em 19 de setembro de 1944. A defesa alemã foi mais teimosa do que o esperado e o terreno era altamente favorável à defesa, anulando em grande parte as vantagens americanas em termos de número e qualidade de tropas. A batalha — que deveria durar algumas semanas — continuou até fevereiro de 1945 e custou 33.000 baixas (por todas as causas).
O valor da batalha foi contestado. Os historiadores modernos argumentam que o resultado não valeu as perdas previsíveis e, em qualquer caso, as tácticas americanas jogaram a favor dos alemães. 

#### Operação Rainha
A Operação Rainha foi uma ofensiva aérea e terrestre combinada dos Aliados contra as forças alemãs na Linha Siegfried, conduzida principalmente pelo esforço combinado do Nono e Primeiro Exércitos dos EUA. O principal objetivo da operação era avançar até o Rio Roer e estabelecer várias cabeças de ponte sobre ele, para um posterior avanço para a Alemanha até o Rio Reno. Partes desta operação também incluíram mais combates na Floresta Hurtgen. A ofensiva começou em 16 de novembro com um dos mais pesados bombardeios aéreos táticos dos Aliados ocidentais na guerra. Embora as forças alemãs estivessem em grande desvantagem numérica, o avanço dos Aliados foi muito lento. Após quatro semanas de combates intensos, os Aliados chegaram ao Roer, mas não conseguiram estabelecer nenhuma cabeça de ponte sobre ele. Os combates na Floresta Hurtgen também foram interrompidos. Os combates exaustivos durante a Batalha da Rainha fizeram com que as tropas aliadas sofressem pesadas baixas e, eventualmente, os alemães lançaram sua própria contraofensiva — a Operação Wacht am Rhein — em 16 de dezembro, o que levaria à Batalha das Ardenas. 

## Consequências

### Contraofensivas de inverno

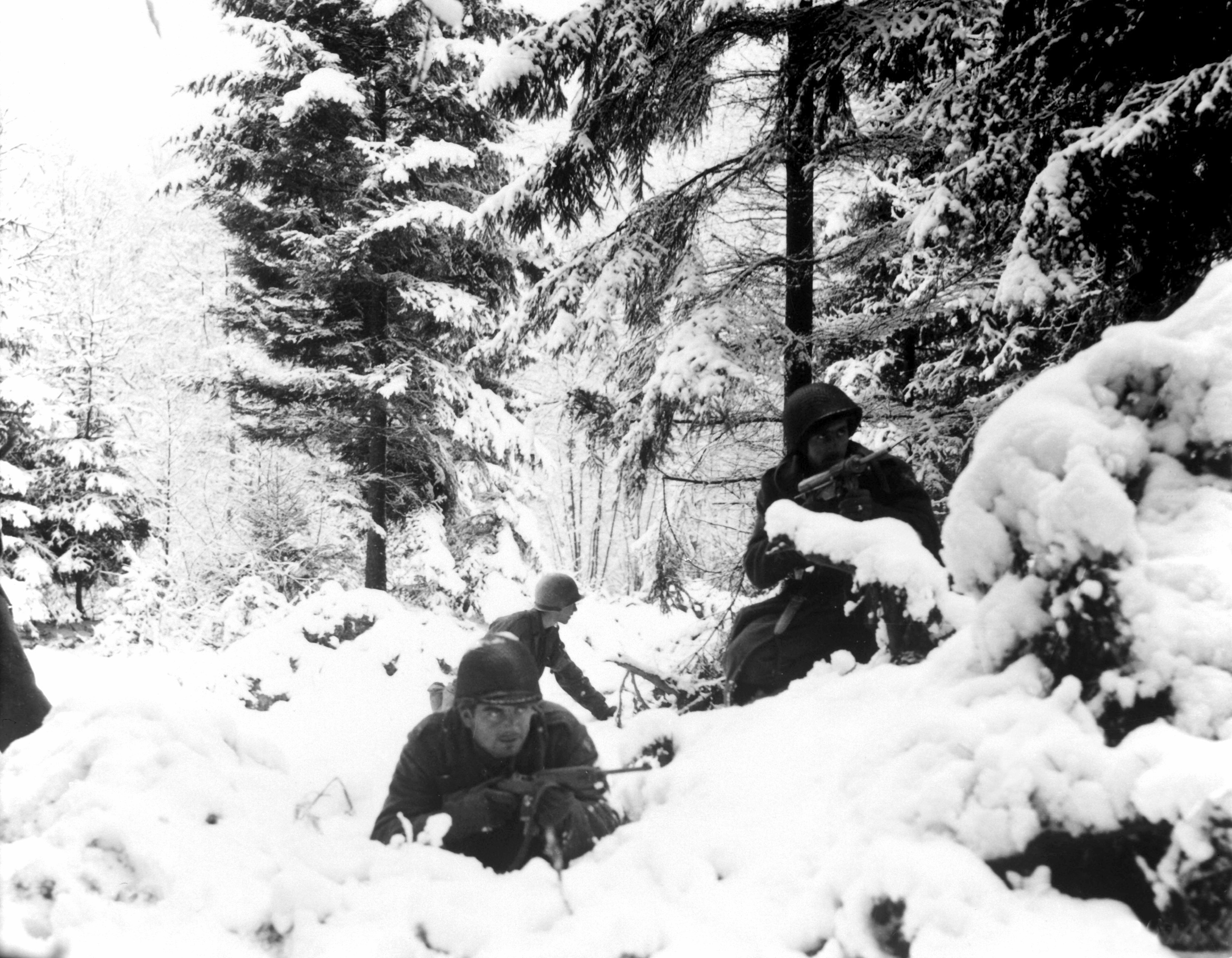
Soldados americanos assumindo posições defensivas nas Ardenas durante a Batalha das Ardenas.

Os alemães estavam preparando um enorme contra-ataque no Oeste desde a fuga dos Aliados da Normandia. O plano chamado Wacht am Rhein ("Vigilância do Reno") era atacar pelas Ardenas e seguir para o norte, até Antuérpia, dividindo os exércitos americano e britânico. O ataque começou em 16 de dezembro, no que ficou conhecido como Batalha das Ardenas. Defendendo as Ardenas estavam tropas do Primeiro Exército dos EUA. Após os sucessos iniciais dos alemães em condições climáticas adversas, o que lhes deu cobertura das forças aéreas aliadas, os Aliados lançaram um contra-ataque para expulsá-los das Ardenas. Os alemães acabaram sendo empurrados de volta aos seus pontos de partida em 25 de janeiro de 1945. 
Os alemães lançaram uma segunda ofensiva menor (Nordwind) na Alsácia em 1º de janeiro de 1945. Com o objetivo de recapturar Estrasburgo, eles atacaram o 6º Grupo de Exércitos em vários pontos. Como as linhas aliadas ficaram severamente sobrecarregadas em resposta à crise nas Ardenas, conter e repelir a ofensiva de Nordwind foi uma tarefa custosa que durou quase quatro semanas. Os contra-ataques aliados restauraram a linha de frente na área da fronteira alemã e destruíram o Bolsão de Colmar. 

### A oeste do Reno, na Alemanha

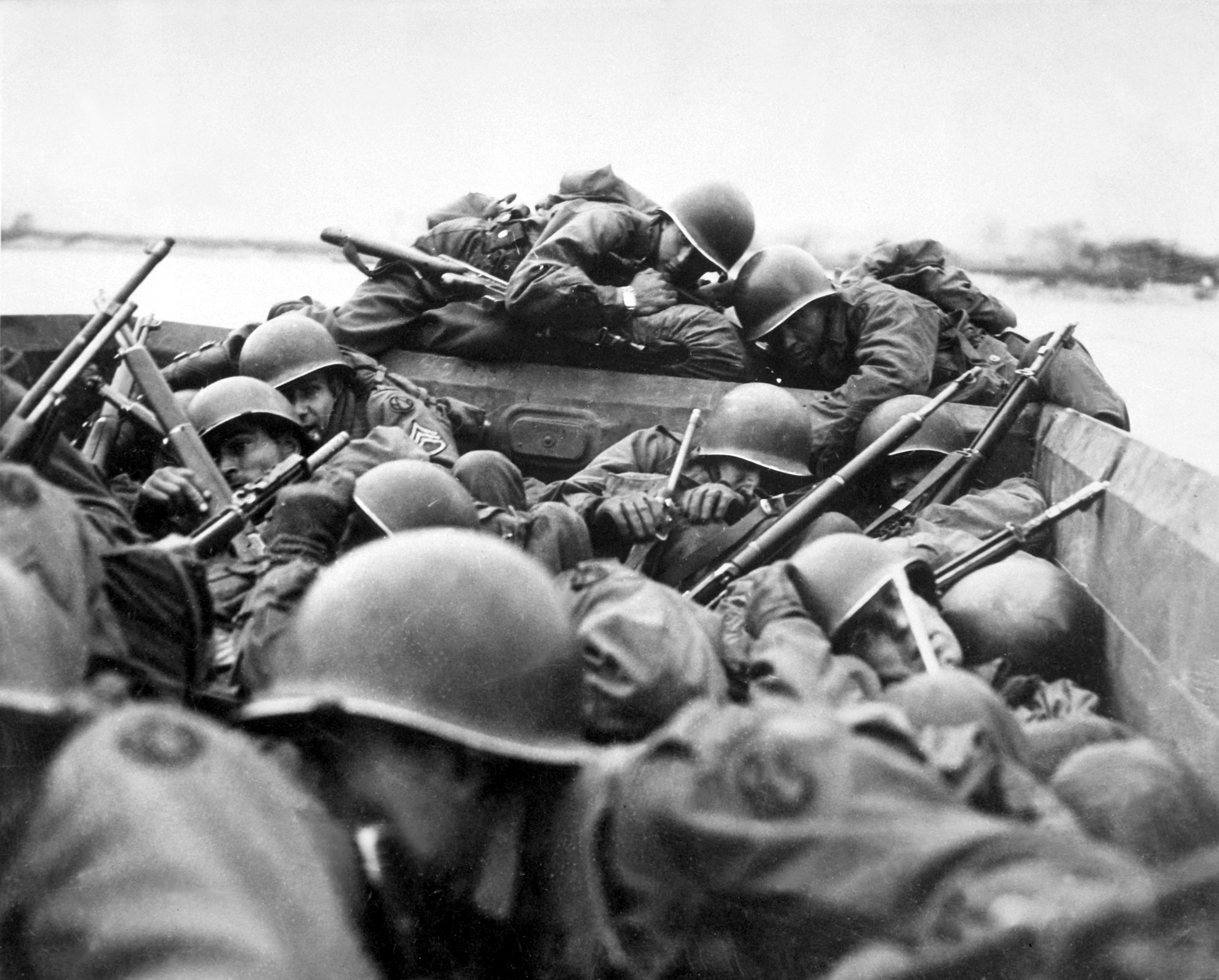
Soldados americanos cruzando o rio Reno

O movimento de pinça do Primeiro Exército Canadense, avançando da área de Nijmegen na Operação Veritable, e do Nono Exército dos EUA, cruzando o Roer na Operação Grenade, foi planejado para começar em 8 de fevereiro de 1945, mas foi atrasado por duas semanas quando os alemães inundaram o vale do Roer destruindo as comportas de duas represas no alto Roer (Represa de Rur e Represa de Urft). Durante as duas semanas em que o pequeno rio ficou inundado, Hitler não permitiu que Rundstedt retirasse as forças alemãs para trás do Reno, argumentando que isso apenas atrasaria a luta inevitável. Hitler ordenou que ele lutasse onde suas forças estavam. 
Quando a água baixou e o Nono Exército dos EUA conseguiu cruzar o Roer em 23 de fevereiro, outras forças aliadas também estavam perto da margem oeste do Reno. As divisões alemãs que permaneceram na margem oeste do Reno foram cortadas em pedaços, e 280.000 homens foram feitos prisioneiros. A teimosa resistência alemã foi custosa; suas perdas totais atingiram cerca de 400.000 homens. 
Os Aliados cruzaram o Reno em quatro pontos. Uma travessia foi uma oportunidade aproveitada pelas forças dos EUA quando os alemães falharam em explodir a Ponte Ludendorff em Remagen; outra foi um ataque apressado; e duas travessias foram planejadas: 
- O Primeiro Exército dos EUA perseguiu agressivamente as tropas alemãs em desintegração e, em 7 de março, eles inesperadamente capturaram a Ponte Ludendorff sobre o Rio Reno, em Remagen. A 9ª Divisão Blindada rapidamente expandiu a cabeça de ponte para uma travessia em grande escala.
- Bradley disse ao General George S. Patton — cujo Terceiro Exército dos EUA estava lutando no Palatinado — para "tomar o Reno em fuga". O Terceiro Exército fez exatamente isso na noite de 22/23 de março, cruzando o rio com um ataque apressado ao sul de Mainz, em Oppenheim.
- No norte, o Reno é duas vezes mais largo, com um volume de água muito maior do que onde os americanos cruzaram. Montgomery, comandante do 21º Grupo de Exércitos, decidiu que a área só poderia ser atravessada com segurança com um ataque cuidadosamente preparado. Na Operação Pilhagem, ele cruzou o Reno em Rees e Wesel na noite de 23/24 de março, incluindo a maior operação aérea de lançamento único da história, a  Operação Varsity.
- Na área do 6º Grupo de Exércitos Aliados, o Sétimo Exército dos EUA atacou através do Reno na área entre Mannheim e Worms em 26 de março. Uma quinta travessia em menor escala foi realizada mais tarde pelo Primeiro Exército Francês em Speyer.

Depois de cruzar o Reno, os Aliados avançaram rapidamente para o coração da Alemanha. O fim da Segunda Guerra Mundial na Europa ocorreu logo depois, com a rendição da Alemanha em 7 de maio. 